# Дисномия (мифология)
Дисномия (др.-греч. Δυσνομία «беззаконие») — дочь греко-римской богини раздора Эриды, богиня беззакония. Появляется в «Теогонии» Гесиода как сестра Аты:
Грозной Эридою Труд порожден утомительный, также…

…И Ослепленье души с Беззаконьем, родные друг другу
Имя Дисномии упоминается и у Солона, который противопоставляет её Эвномии:
Сердце велит мне афинян наставить в одном убежденье —

Что беззаконье грозит городу тучею бед.
В честь Дисномии назван спутник карликовой планеты Эриды. Астрономы, утвердившие названия малой планеты и её спутника, вероятно выразили так своё отношение к Международному астрономическому союзу, незадолго до открытия Эриды и Дисномии утвердившего скандальное решение об исключении Плутона из числа планет Солнечной системы.